# Phreatobius cisternarum
Phreatobius cisternarum là một loài cá da trơn trong chi Phreatobius. Loài cá Brasil này là một trong vài loài cá sống dưới lòng đất trong môi trường sống nước ngầm. Chứng tỏ có vấn đề trong phân loại của nó, mà còn chưa chắc chắn.

## Phân loại học
P. cisternarum được thu thập vào năm 1903 và lần đầu tiên được mô tả bởi E. A. Goeldi năm 1905.. Loài cá này và chi đã được mô tả lại trong năm 2005.

## Phân bố và nơi sinh sống
P. cisternarum được tìm thấy ở Brasil. Chúng sinh sống trong môi trường sống ngầm ở cả hai phía bắc và nam cửa sông Amazon cũng như đảo Marajó. Loài cá này sinh sống trên bề mặt, môi trường sống nước ngầm, nhưng không sống trong các tầng chứa nước ngầm tự chảy ở sâu hơn.
Những con cá này được tìm thấy phổ biến trong các giếng đào thủ công ở Marajó. Những giếng này có độ sâu 4-13 mét (13–43 ft). Trong những giếng này, những con cá phổ biến hơn trong mùa khô khi mực nước rút chỉ còn khoảng 30 cm (12 in), và hiếm hơn trong mùa mưa khi độ sâu có thể tăng lên tới vài mét. Nước ấm và có tính chua (pH 5-6).